# 戈羅多克區
戈羅多克區（羅馬化：Gorodokskiy rayon）是白俄羅斯北部维捷布斯克州的一個區，行政中心为戈羅多克，面積2,980.13平方公里，2009年人口26,760，人口密度每平方公里8.98人。